# マディソン郡 (ジョージア州)

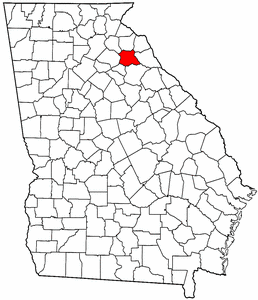

マディソン郡（Madison County）は、アメリカ合衆国ジョージア州にある郡である。人口は3万0120人（2020年）。郡庁所在地はw:Danielsville, Georgiaである。

## 地理
アメリカ合衆国統計局によると、この郡は総面積740 km2 (286 mi2) である。このうち735 km2 (284 mi2) が陸地で4 km2 (2 mi2) が水地域である。総面積の0.59%が水地域となっている。

## 人口動勢
2000年現在の国勢調査で、この郡は人口25,730人、9,800世帯、及び7,330家族が暮らしている。人口密度は35/km2 (91/mi2) である。14/km2 (37/mi2) の平均的な密度に10,520軒の住宅が建っている。この郡の人種的な構成は白人89.01%、アフリカン・アメリカン8.46%、先住民0.19%、アジア0.28%、太平洋諸島系0.03%、その他の人種1.03%、及び混血0.99%である。ここの人口の1.97%はヒスパニックまたはラテン系である。
この郡内の住民は26.30%が18歳未満の未成年、18歳以上24歳以下が8.20%、25歳以上44歳以下が30.60%、45歳以上64歳以下が23.90%、及び65歳以上が11.00%にわたっている。中央値年齢は36歳である。女性100人ごとに対して男性は96.60人である。18歳以上の女性100人ごとに対して男性は93.70人である。
この郡内の世帯ごとの平均的な収入は36,347米ドルであり、家族ごとの平均的な収入は42,189米ドルである。男性は31,324米ドルに対して女性は22,426米ドルの平均的な収入がある。この郡の一人当たりの収入 (per capita income) は16,998米ドルである。人口の11.60%及び家族の9.20%は貧困線以下である。全人口のうち18歳未満の14.00%及び65歳以上の16.50%は貧困線以下の生活を送っている。

## 都市及び町
- カールトン
- Colbert
- Comer
- Danielsville
- Hull
- Ila